# Muhammad Ali
Muhammad Ali (rojstno ime Cassius Marcellus Clay mlajši), ameriški boksar, * 17. januar 1942, Louisville, Kentucky, ZDA, umrl 3. junij 2016, Phoenix, Arizona.
Muhammad Ali je trikratni svetovni boksarski prvak v težki kategoriji in splošno velja za najboljšega boksarja v težki kategoriji vseh časov. Kot amaterski boksar je osvojil zlato olimpijsko medaljo v poltežki kategoriji na Poletnih olimpijskih igrah 1960 v Rimu, kasneje pa je kot prvi trikrat osvojil naslov svetovnega boksarskega prvaka v težki kategoriji. 
Prvotno mu je bilo ime Cassius Clay, leta 1964 pa se je preimenoval po pridružitvi islamski verski organizaciji Nation of Islam, leta 1975 je tudi prevzel sunitsko islamsko vero. Leta 1965 je zavrnil služenje vojaškega roka zaradi veroizpovedi in nasprotovanja Vietnamski vojni. Zaradi tega je bil aretiran, obsojen izogibanja služenja vojaškega roka, odvzet mu je bil naslov boksarskega prvaka, njegova boksarska licenca pa je bila začasno preklicana. Ni bil zaprt, toda skoraj štiri leta ni boksal, med tem ko je čakal na razsodbo Vrhovnega sodišča o njegovi pritožbi, ki je uspela.  
Ali, z vzdevkom The Greatest (slovensko Največji), je sodeloval v več zgodovinskih boksarskih dvobojih. Trije od teh so bili proti Joeju Frazierju, eden pa proti Georgu Foremanu, ki ga je Ali premagal s prekinitvijo za svoj drugi naslov svetovnega prvaka v težki kategoriji. V svoji karieri je doživel le pet porazov (štiri z odločitvijo in le enega s prekinitvijo) in izjemnih 56 zmag (37 s prekinitvijo in 19 z odločitvijo) Ali je bil znan po svojem neobičajnem boksarskem slogu, ki ga je opisal kot »lebdi kot metulj, piči kot čebela« (»float like a butterfly, sting like a bee«), in strategiji Rope-a-dope. Znan je bil tudi po svojem običaju, da je pred dvobojem zmerjal svojega nasprotnika po televiziji in včasih tudi osebno, pogosto v rimah. Slednje ga je skupaj z neobičajnim boksarskim slogom povzdignilo v kulturno ikono. V starosti je zbolel za Parkinsonovo boleznijo, kot posledica poškodb, ki jih je bil utrpel v boksarski karieri. Leta 1999 ga je znana športna revija Sports Illustrated proglasila za športnika stoletja, BBC pa za športno osebnost stoletja.

## Boksarski dvoboji
| 56 zmag (37 s prekinitvijo , 19 z odločitvijo), 5 porazov (4 z odločitvijo, 1 s prekinitvijo), 0 remijev |                     |                           |               |            |                        |                                                                                              |
| Rez. | Nasprotnik          | Tip                       | Runda (čas)   | Datum      | Lokacija               | Opombe                                                                                       |
| Poraz | Trevor Berbick      | Z odločitvijo (enoglasno) | 10 (10)       | 1981-12-11 | Nassau, Bahami         |                                                                                              |
| Poraz | Larry Holmes        | S takojšnjo prekinitvijo  | 10 (15)       | 1980-10-02 | Las Vegas, NV          | Za naslov prvaka v težki kategoriji po WBC                                                   |
| Zmaga | Leon Spinks         | Z odločitvijo (enoglasno) | 15 (15)       | 1978-09-15 | New Orleans, LA        | Osvojil naslov prvaka v težki kategoriji po WBA; , ki je bil nepodeljen od 6. septembra 1979 |
| Poraz | Leon Spinks         | Z odločitvijo (deljeno)   | 15 (15)       | 1978-02-15 | Las Vegas, NV          | Izgubil naslova prvaka v težki kategoriji po WBA in WBC                                      |
| Zmaga | Earnie Shavers      | Z odločitvijo (enoglasno) | 15 (15)       | 1977-09-29 | New York, NY           | Zadržal naslova prvaka v težki kategoriji po WBA in WBC                                      |
| Zmaga | Alfredo Evangelista | Z odločitvijo (enoglasno) | 15 (15)       | 1977-05-16 | Landover, MD           | Zadržal naslova prvaka v težki kategoriji po WBA in WBC                                      |
| Zmaga | Ken Norton          | Z odločitvijo (enoglasno) | 15 (15)       | 1976-09-28 | The Bronx, New York    | Zadržal naslova prvaka v težki kategoriji po WBA in WBC                                      |
| Zmaga | Richard Dunn        | S takojšnjo prekinitvijo  | 5 (15)        | 1976-05-24 | München, Nemčija       | Zadržal naslova prvaka v težki kategoriji po WBA in WBC                                      |
| Zmaga | Jimmy Young         | Z odločitvijo (enoglasno) | 15 (15)       | 1976-04-30 | Landover, MD           | Zadržal naslova prvaka v težki kategoriji po WBA in WBC                                      |
| Zmaga | Jean-Pierre Coopman | S prekinitvijo            | 5 (15)        | 1976-02-20 | San Juan, Portoriko    | Zadržal naslova prvaka v težki kategoriji po WBA in WBC                                      |
| Zmaga | Joe Frazier         | S takojšnjo prekinitvijo  | 14 (15), 0:59 | 1975-10-01 | Quezon City, Filipini  | »The Thrilla in Manila«; Zadržal naslova prvaka v težki kategoriji po WBA in WBC             |
| Zmaga | Joe Bugner          | Z odločitvijo (enoglasno) | 15 (15)       | 1975-06-30 | Kuala Lumpur, Malezija | Zadržal naslova prvaka v težki kategoriji po WBA in WBC                                      |
| Zmaga | Ron Lyle            | S takojšnjo prekinitvijo  | 11 (15)       | 1975-05-16 | Las Vegas, NV          | Zadržal naslova prvaka v težki kategoriji po WBA in WBC                                      |
| Zmaga | Chuck Wepner        | S takojšnjo prekinitvijo  | 15 (15), 2:41 | 1975-03-24 | Richfield, OH          | Zadržal naslova prvaka v težki kategoriji po WBA in WBC                                      |
| Zmaga | George Foreman      | S prekinitvijo            | 8 (15), 2:58  | 1974-10-30 | Kinšasa, Zair          | »The Rumble in the Jungle«; Osvojil naslova prvaka v težki kategoriji po WBA in WBC          |
| Zmaga | Joe Frazier         | Z odločitvijo (enoglasno) | 12 (12)       | 1974-01-28 | New York, NY           | Zadržal naslov prvaka v težki kategoriji po NABF                                             |
| Zmaga | Rudi Lubbers        | Z odločitvijo (enoglasno) | 12 (12)       | 1973-10-20 | Džakarta, Indonezija   |                                                                                              |
| Zmaga | Ken Norton          | Z odločitvijo (deljeno)   | 12 (12)       | 1973-09-10 | Inglewood, CA          | Osvojil naslov prvaka v težki kategoriji po NABF                                             |
| Poraz | Ken Norton          | Z odločitvijo (deljeno)   | 12 (12)       | 1973-03-31 | San Diego, CA          | Izgubil naslov prvaka v težki kategoriji po NABF                                             |
| Zmaga | Joe Bugner          | Z odločitvijo (enoglasno) | 12 (12)       | 1973-02-14 | Las Vegas, NV          |                                                                                              |
| Zmaga | Bob Foster          | S prekinitvijo            | 7 (12)        | 1972-11-21 | Stateline, NV          | Zadržal naslov prvaka v težki kategoriji po NABF                                             |
| Zmaga | Floyd Patterson     | S takojšnjo prekinitvijo  | 7 (12)        | 1972-09-20 | New York City, NY      | Zadržal naslov prvaka v težki kategoriji po NABF                                             |
| Zmaga | Alvin Lewis         | S takojšnjo prekinitvijo  | 11 (12), 1:15 | 1972-07-19 | Dublin, Irska          |                                                                                              |
| Zmaga | Jerry Quarry        | S takojšnjo prekinitvijo  | 7 (12), 0:19  | 1972-06-27 | Las Vegas, NV          | Zadržal naslov prvaka v težki kategoriji po NABF                                             |
| Zmaga | George Chuvalo      | Z odločitvijo (enoglasno) | 12 (12)       | 1972-05-01 | Vancouver, Kanada      | Zadržal naslov prvaka v težki kategoriji po NABF                                             |
| Zmaga | Mac Foster          | Z odločitvijo (enoglasno) | 15 (15)       | 1972-04-01 | Tokio, Japonska        |                                                                                              |
| Zmaga | Jürgen Blin         | S prekinitvijo            | 7 (12), 2:12  | 1971-12-26 | Zürich, Švica          |                                                                                              |
| Zmaga | Buster Mathis       | Z odločitvijo (enoglasno) | 12 (12)       | 1971-11-17 | Houston, TX            | Zadržal naslov prvaka v težki kategoriji po NABF                                             |
| Zmaga | Jimmy Ellis         | S takojšnjo prekinitvijo  | 12 (12), 2:10 | 1971-07-26 | Houston, TX            | Osvojil naslov prvaka v težki kategoriji po NABF                                             |
| Poraz | Joe Frazier         | Z odločitvijo (enoglasno) | 15 (15)       | 1971-03-08 | New York, NY           | »The Fight of the Century«; Za naslova prvaka v težki kategoriji po WBA in WBC               |
| Zmaga | Oscar Bonavena      | S takojšnjo prekinitvijo  | 15 (15), 2:03 | 1970-12-07 | New York, NY           | Osvojil naslov prvaka v težki kategoriji po NABF                                             |
| Zmaga | Jerry Quarry        | S takojšnjo prekinitvijo  | 3 (15)        | 1970-10-26 | Atlanta, GA            |                                                                                              |
| Zmaga | Zora Folley         | S prekinitvijo            | 7 (15), 1:48  | 1967-03-22 | New York, NY           | Zadržal naslova prvaka v težki kategoriji po WBA in WBC                                      |
| Zmaga | Ernie Terrell       | Z odločitvijo (enoglasno) | 15 (15)       | 1967-02-06 | Houston, TX            | Zadržal naslov prvaka v težki kategoriji po WBA, osvojil po WBC                              |
| Zmaga | Cleveland Williams  | S takojšnjo prekinitvijo  | 3 (15)        | 1966-11-14 | Houston, TX            | Zadržal naslov prvaka v težki kategoriji po WBC                                              |
| Zmaga | Karl Mildenberger   | S takojšnjo prekinitvijo  | 12 (15)       | 1966-09-10 | Frankfurt, Nemčija     | Zadržal naslov prvaka v težki kategoriji po WBC                                              |
| Zmaga | Brian London        | S prekinitvijo            | 3 (15)        | 1966-08-06 | London, Anglija        | Zadržal naslov prvaka v težki kategoriji po WBC                                              |
| Zmaga | Henry Cooper        | S takojšnjo prekinitvijo  | 6 (15), 1:38  | 1966-05-21 | London, Anglija        | Zadržal naslov prvaka v težki kategoriji po WBC                                              |
| Zmaga | George Chuvalo      | Z odločitvijo (enoglasno) | 15 (15)       | 1966-03-29 | Toronto, Kanada        | Zadržal naslov prvaka v težki kategoriji po WBC                                              |
| Zmaga | Floyd Patterson     | S takojšnjo prekinitvijo  | 12 (15), 2:18 | 1965-11-22 | Las Vegas, NV          | Zadržal naslov prvaka v težki kategoriji po WBC                                              |
| Zmaga | Sonny Liston        | S prekinitvijo            | 1 (15), 2:12  | 1965-05-25 | Lewiston, ME           | Zadržal naslov prvaka v težki kategoriji po WBC                                              |
| Zmaga | Sonny Liston        | Ujet v kot                | 7 (15)        | 1964-02-25 | Miami Beach, FL        | Osvojil naslova prvaka v težki kategoriji po WBA in WBC                                      |
| Zmaga | Henry Cooper        | S takojšnjo prekinitvijo  | 5 (10), 2:15  | 1963-06-18 | London, Anglija        |                                                                                              |
| Zmaga | Doug Jones          | Z odločitvijo (enoglasno) | 10 (10)       | 1963-03-13 | New York, NY           |                                                                                              |
| Zmaga | Charley Powell      | S prekinitvijo            | 3, 2:04       | 1963-01-24 | Pittsburgh, PA         |                                                                                              |
| Zmaga | Archie Moore        | S takojšnjo prekinitvijo  | 4 (10), 1:35  | 1962-11-15 | Los Angeles, CA        |                                                                                              |
| Zmaga | Alejandro Lavorante | S prekinitvijo            | 5 (10), 1:48  | 1962-07-20 | Los Angeles, CA        |                                                                                              |
| Zmaga | Billy Daniels       | S takojšnjo prekinitvijo  | 7 (10), 2:21  | 1962-05-19 | Los Angeles, CA        |                                                                                              |
| Zmaga | George Logan        | S takojšnjo prekinitvijo  | 4 (10), 1:34  | 1962-04-23 | New York, NY           |                                                                                              |
| Zmaga | Don Warner          | S takojšnjo prekinitvijo  | 4, 0:34       | 1962-03-28 | Miami Beach, FL        |                                                                                              |
| Zmaga | Sonny Banks         | S takojšnjo prekinitvijo  | 4 (10), 0:26  | 1962-02-10 | New York, NY           |                                                                                              |
| Zmaga | Willi Besmanoff     | S takojšnjo prekinitvijo  | 7 (10), 1:55  | 1961-11-29 | Louisville, KY         |                                                                                              |
| Zmaga | Alex Miteff         | S takojšnjo prekinitvijo  | 6 (10), 1:45  | 1961-10-07 | Louisville, KY         |                                                                                              |
| Zmaga | Alonzo Johnson      | Z odločitvijo (enoglasno) | 10 (10)       | 1961-07-22 | Louisville, KY         |                                                                                              |
| Zmaga | Duke Sabedong       | Z odločitvijo (enoglasno) | 10 (10)       | 1961-06-26 | Las Vegas, NV          |                                                                                              |
| Zmaga | LaMar Clark         | S prekinitvijo            | 2 (10), 1:27  | 1961-04-19 | Louisville, KY         |                                                                                              |
| Zmaga | Donnie Fleeman      | S takojšnjo prekinitvijo  | 7 (8)         | 1961-02-21 | Miami Beach, FL        |                                                                                              |
| Zmaga | Jimmy Robinson      | S prekinitvijo            | 1 (8), 1:34   | 1961-02-07 | Miami Beach, FL        |                                                                                              |
| Zmaga | Tony Esperti        | S takojšnjo prekinitvijo  | 3 (8), 1:30   | 1961-01-17 | Miami Beach, FL        |                                                                                              |
| Zmaga | Herb Siler          | S prekinitvijo            | 4 (8)         | 1960-12-27 | Miami Beach, FL        |                                                                                              |
| Zmaga | Tunney Hunsaker     | Z odločitvijo (enoglasno) | 6 (6)         | 1960-10-29 | Louisville, KY         |                                                                                              |